# ハロー!人間グラフィティ
『ハロー!人間グラフィティ』（ハローにんげんグラフィティ）は、1987年4月5日から同年9月27日までTBS系列局で放送された毎日放送（MBS）製作のドキュメンタリー番組である。JT（日本たばこ産業）の一社提供番組。放送時間は毎週日曜 22時30分 - 23時00分（JST）。

## 概要
人間と自然のかかわりを中心に、世界各国の様々な人々の暮らしを描くヒューマン・ドキュメンタリー。
この番組は、初の毎日放送製作のJT一社提供番組であり、ドキュメンタリー番組としては唯一である。JT一社提供枠はその後も放送時間帯の変遷を経て、1994年6月26日終了の『JTドラマBOX・君に伝えたい』まで7年3か月継続した。

## ナレーター
- 熊谷真実

## テーマ曲
オープニングテーマ
- そして僕を見て（ALWAYS）

エンディングテーマ
- 8月の熱い砂（ALWAYS）